# Hottentotta tamulus
Scorpion rouge d'Inde
Espèce
Synonymes
- Scorpio tamulus Fabricius, 1787
- Buthus nigrolineatus Dufour, 1856
- Buthus grammurus Thorell, 1889
- Buthus tamulus concanensis Pocock, 1900
- Buthus tamulus sindicus Pocock, 1900
- Buthus tamulus gujaratensis Pocock, 1900
- Buthus tamulus gangeticus Pocock, 1900

Hottentotta tamulus, le Scorpion rouge d'Inde est une espèce de scorpions de la famille des Buthidae.

## Distribution
Cette espèce se rencontre en Inde et au Pakistan.

## Description

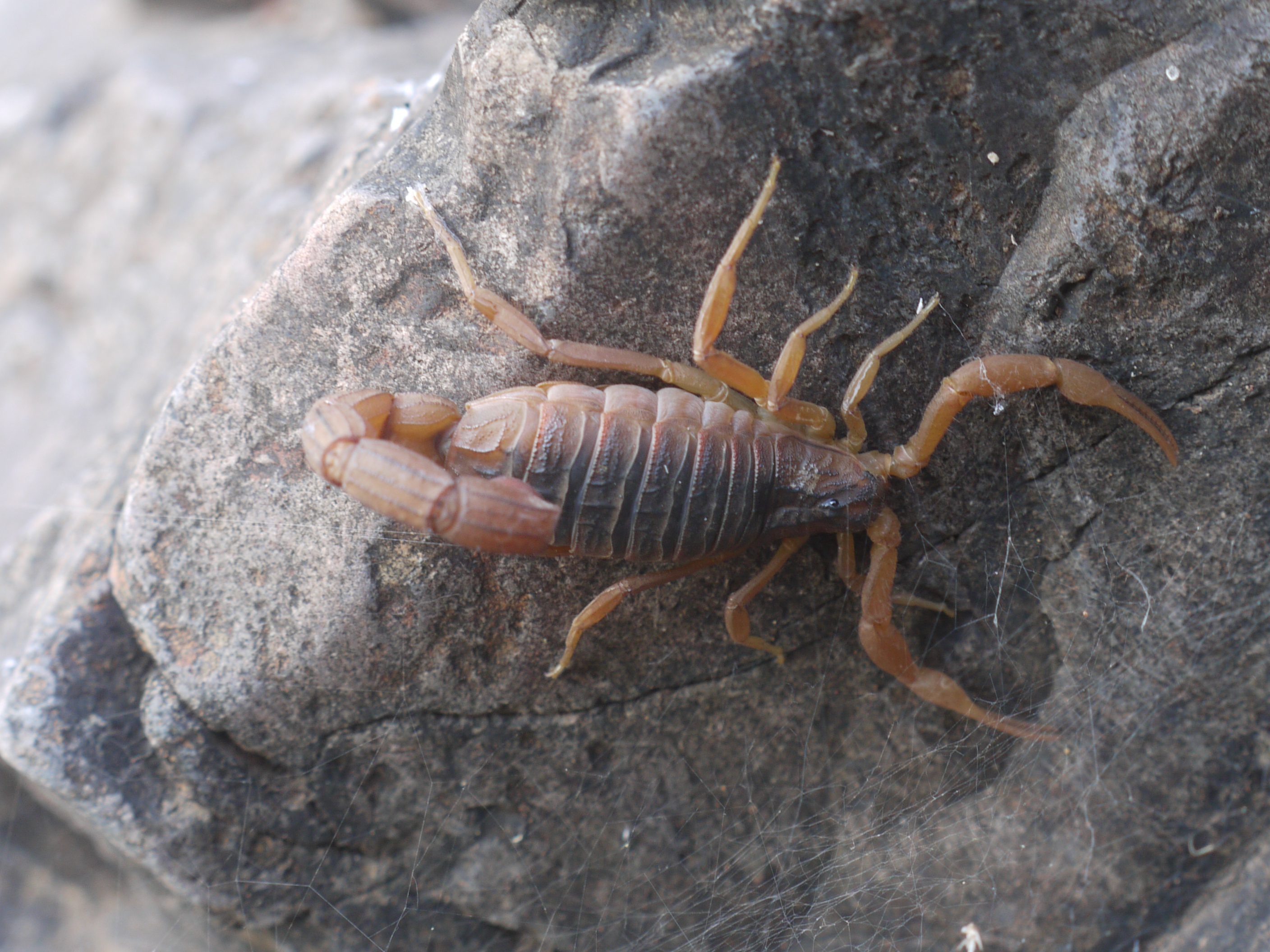
Hottentotta tamulus

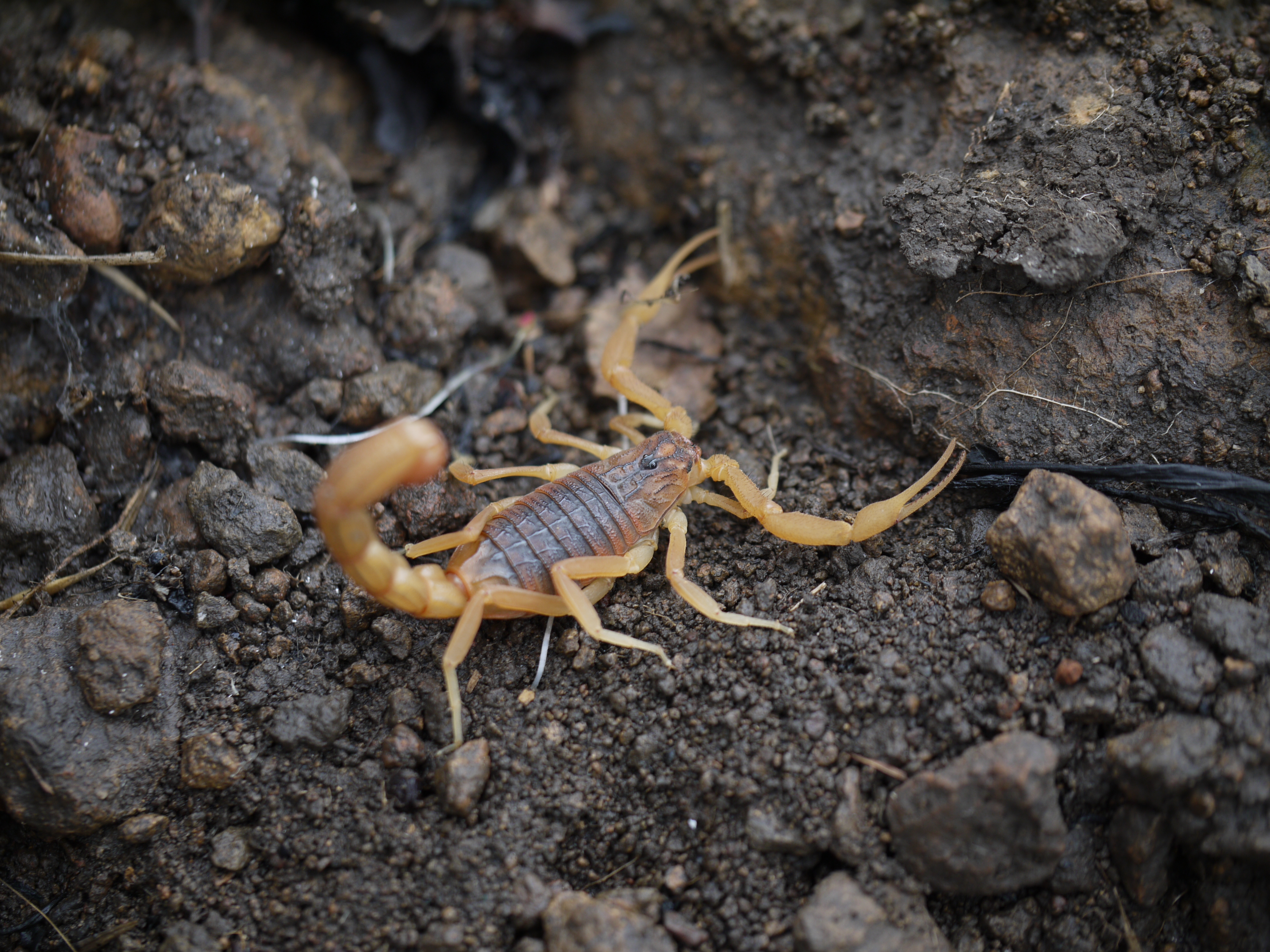
Hottentotta tamulus

Hottentotta tamulus mesure de 50 à 90 mm.

## Venin
Sa piqûre est dangereuse, voire mortelle pour l'être humain, à cause de la présence d'ibériotoxine dans le venin.

## Systématique et taxinomie
Cette espèce a été décrite sous le protonyme Scorpio tamulus par Fabricius en 1798. Elle est placée dans le genre Buthus par Pocock en 1900, dans le genre Buthotus par Vachon en 1949, dans le genre Mesobuthus par Tikader et Bastawade en 1983 puis dans le genre Hottentotta par Kovařík en 1998.

## Publication originale
- Fabricius, 1798 : Entomologiae Systematicae. Supplementum. Hafniae: Apud Proft et Storch, p. 1–572.